# Konrad Wolf
Konrad Wolf (ur. 20 października 1925 w Hechingen, zm. 7 marca 1982 w Berlinie Wschodnim) – niemiecki reżyser i scenarzysta filmowy. Jeden z czołowych twórców kina NRD. W swojej cechującej się realizmem twórczości zajmował się często tematem poszukiwania tożsamości, co związane było ściśle z doświadczeniem życiowym reżysera.

## Życiorys
Jego ojciec, Friedrich Wolf, był lekarzem, dramaturgiem, dyplomatą i pierwszym ambasadorem Niemiec Wschodnich w powojennej Polsce. Brat Konrada, Markus, kierował natomiast wschodnioniemieckimi służbami wywiadowczymi.
Z powodu żydowskiego pochodzenia i komunistycznej działalności jego ojca, po dojściu Hitlera do władzy w 1933 rodzina Wolfów musiała opuścić Niemcy. Udała się do Moskwy, gdzie Konrad wraz z bratem uczęszczali do niemieckojęzycznej szkoły im. Karla Liebknechta. W 1936 rodzina uzyskała radzieckie obywatelstwo, a ojciec brał udział jako lekarz w hiszpańskiej wojnie domowej.
W wieku 17 lat, w grudniu 1942, Konrad zgłosił się na ochotnika i wstąpił w szeregi Armii Czerwonej. Wysłano go na front w charakterze tłumacza. Brał udział w kampanii na Kaukazie, wyzwoleniu Warszawy oraz był w jednej z pierwszych grup żołnierzy, które w 1945 dotarły do Berlina. 
Po wojnie pracował jako reporter dla „Berliner Zeitung”. Powrócił do Moskwy, by studiować reżyserię na WGIKu. W tamtym czasie był wewnętrznie rozdarty między tworzeniem i mieszkaniem w ZSRR i NRD. Ostatecznie wybrał jednak Wschodnie Niemcy, gdzie w latach 50. rozpoczął karierę filmową.
Jego filmy, realizowane dla wytwórni DEFA, często odnosiły się do wojennych wspomnień i dylematów. Największe uznanie zyskały: Gwiazdy (1959, Nagroda Specjalna Jury na 12. MFF w Cannes); Profesor Mamlock (1961, nagroda na 2. MFF w Moskwie); Podzielone niebo (1964); Miałem 19 lat (1968); Goya (1971, Nagroda Specjalna na 7. MFF w Moskwie); Mamo, ja żyję! (1977) i Solo Sunny (1980, Nagroda FIPRESCI na 30. MFF w Berlinie).
W latach 1959–1966 pełnił funkcję honorowego prezesa wschodnioniemieckiego Zjednoczenia Sztuki. Członek jury konkursu głównego na 28. MFF w Berlinie (1978). Od 1965 aż do śmierci w 1982 był prezesem Akademii Sztuk NRD w Berlinie.